# We Are Electric
We Are Electric ist ein Musikalbum von Rodrigo Amados Formation Northern Liberties. Die am 11. Juli 2017 live im Club Zé dos Bois in Lissabon entstandenen Aufnahmen erschienen am 24. November 2021 auf Not Two Records.

## Hintergrund
Neben seinen regelmäßigen Arbeitsgruppen wie dem Motion Trio mit dem Cellisten Miguel Mira und dem Schlagzeuger Gabriel Ferrandini (Desire & Freedom, 2016) und seinem Quartett mit Joe McPhee, Kent Kessler und Schlagzeuger Chris Corsano (A History of Nothing, 2017) stellte Rodrigo Amado ein Ad-hoc-Quartett mit norwegischen Musikern zusammen, zu denen der Trompeter Thomas Johansson, der Bassist Jon Rune Strøm und der Schlagzeuger Gard Nilssen gehörten.

## Titelliste
- Rodrigo Amado Northern Liberties – We Are Electric (Not Two Records MW 1016-2)[1]

1. Spark 17:18
2. Ignition 12:18
3. Activity 12:30
4. Response 5:24

## Rezeption

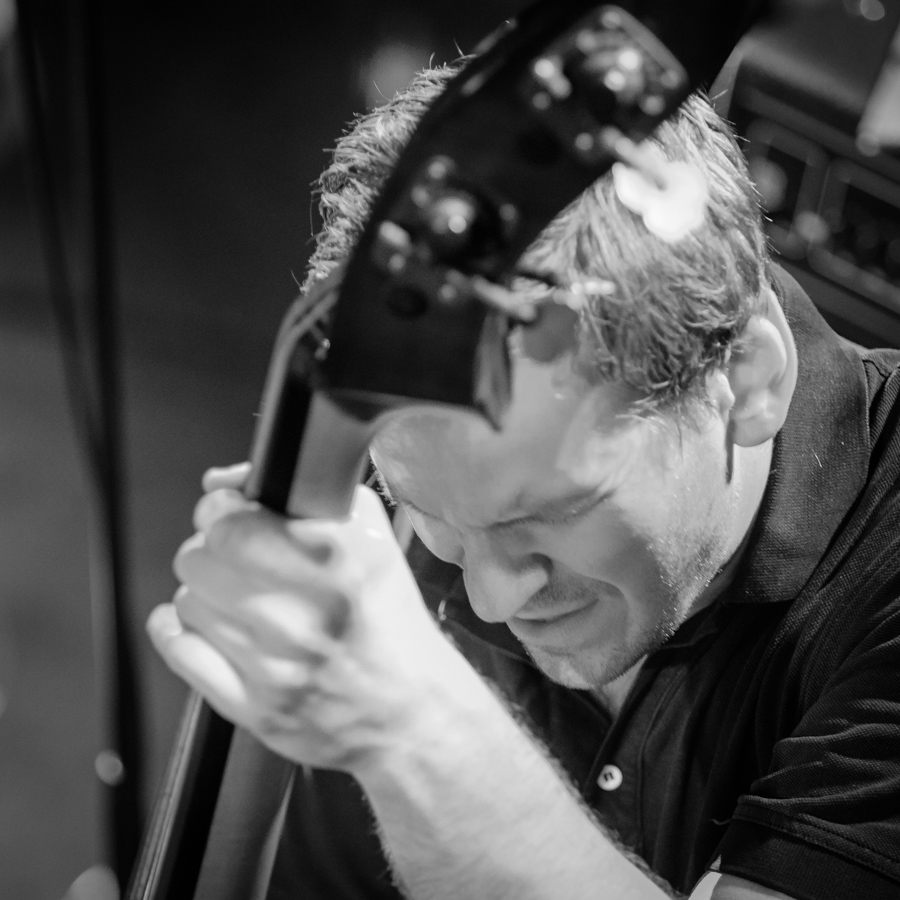
Jon Rune Strøm auf dem Kongsberg Jazzfestival 2018

Nach Ansicht von Troy Dostert, der das Album in All About Jazz rezensierte, ist der Opener „Spark“ ein echter Knaller und von Anfang an voller Wildheit. Nilssen und Strøm würden für einen stetigen Sog unter Johansson und Amado sorgen, die ständig Ideen entwickeln und wieder verwerfen. Besonders Johansson sei eine Naturgewalt mit scheinbar grenzenlosem Durchhaltevermögen in den ersten Minuten. Im Laufe des 17-minütigen Stücks gebe es immer wieder Momente der Ruhe, wie zum Beispiel eine kurze Passage, in der Nilssen und Strøm die Musik in einem gleichmäßigen Groove weiterlaufen lassen, während die Bläser ihre Kräfte entfalten; doch die wahre Kraft der Musik entfaltet sich, wenn alle vier Musiker voll durchstarten und Johansson und Amado selbst bei höchster Intensität noch immer den Bewegungen des anderen folgen. Obwohl nicht so unmittelbar kraftvoll, würden die anderen Stücke subtilere Nuancen zum Vorschein bringen, die ebenso fesselnd sind. Da Amado seine Liste musikalischer Partner ständig erweitere, würde er immer mehr Gelegenheiten erhalten, seine Fantasie und sein Improvisationstalent unter Beweis zu stellen. Diese Begegnung zwischen Portugal und Norwegen sei eindeutig ein Erfolg.